# 八丁地園子
八丁地 園子（はっちょうじ そのこ、1950年1月15日 - ）は、日本の女性実業家。日本航空社外取締役・独立役員。津田塾大学学長特命補佐・戦略推進本部長。

## 来歴・人物
津田塾大学学芸学部数学科を卒業し1972年、日本興業銀行（現みずほ銀行）に入行。金融商品開発やコーポレートファイナンス業務等でキャリアを積み、子会社のIBJ International副社長、興銀リース執行役員、共立リスクマネジメントシニアコンサルタント等を歴任。
2005年、明治大学大学院グローバルビジネス研究科に入学し、経営管理修士（専門職）を取得。2009年、藤田観光執行役員に就任。常務取締役兼常務執行役員企画本部長を経て、2015年に同社顧問。2016年、日新製鋼社外取締役。2017年、津田塾大学学長特命補佐・戦略推進本部長。2018年、日本航空社外取締役・独立役員。
“ガラスの天井”を破ってきた、女性リーダーのロールモデル（お手本）のひとつとされている。

## 経歴
- 1972年4月	日本興業銀行入行
- 1993年11月	同行英国証券子会社　IBJ International Plc. 取締役副社長
- 1997年6月	同行市場リスク管理室副室長参事役
- 2002年3月	同行国内子会社　興銀リース執行役員情報機器営業部長
- 2004年4月	共立リスクマネジメント シニアコンサルタント
- 2006年1月	ユキ・マネジメント・アンド・リサーチ取締役 管理部門長
- 2009年4月	藤田観光 執行役員
- 2010年3月	同社取締役兼執行役員 企画本部長兼事業本部副本部長
- 2011年3月	同社常務取締役兼常務執行役員企画本部長(兼)事業本部副本部長兼事業本部営業企画推進担当
- 2015年3月	同社顧問
- 2016年6月	日新製鋼 社外取締役
- 2017年4月	津田塾大学 学長特命補佐 戦略推進本部長
- 2018年6月     日本航空社外取締役
- 2019年6月     ダイセル社外取締役
- 同月　　　　マルハニチロ社外取締役